# Eparchia sumska
Eparchia sumska – jedna z eparchii Ukraińskiego Kościoła Prawosławnego Patriarchatu Moskiewskiego, z siedzibą w Sumach. Jej obecnym ordynariuszem jest arcybiskup sumski i achtyrski Eulogiusz (Hutczenko), zaś funkcję katedry pełni sobór Przemienienia Pańskiego w Sumach.

Eparchia sumska na tle podziału administracyjnego UKP PM

Eparchia powstała w 1945 poprzez wyodrębnienie z eparchii charkowskiej. W 1959 jej działalność uległa faktycznemu zawieszeniu, gdyż strukturami na jej obszarze zarządzali stale, jako locum tenens, biskupi czernihowscy. Sytuacja ta utrzymywała się do 1989. W 1993 z jej terytorium wyodrębniono eparchię głuchowską.
Według danych z 2007 na terytorium eparchii działały 233 parafie obsługiwane przez 189 duchownych, z czego 101 dysponowało własnymi cerkwiami. Jedyny podległy administraturze klasztor to męski monaster Trójcy Świętej w Achtyrce.
Od 2015 w Sumach działa seminarium duchowne.

## Biskupi sumscy[3]
- Hilarion (Prochorow), 1945–1951
- Eustraty (Podolski), 1951–1958
- Joazaf (Leluchin), 1958–1959
- Nikanor (Juchimiuk), 1989–1993
- Bartłomiej (Waszczuk), 1993–1995
- Jonatan (Jeleckich), 1995–1999
- Hiob (Smakouz), 1999–2005
- Marek (Petrowcy), 2005–2007
- Hilary (Szyszkowski), 2007–2008[6]
- Jan (Siopko), 2008[7]
- Eulogiusz (Hutczenko), od 2008[1]